# Schweizer Alant
Der Schweizer Alant (Pentanema helveticum, Syn.: Inula helvetica) ist eine Pflanzenart aus der Gattung Pentanema innerhalb der Familie der Korbblütengewächse (Asteraceae).

## Beschreibung

### Vegetative Merkmale
Beim Schweizer Alant handelt sich um eine ausdauernde krautige Pflanze, die Wuchshöhen von 30 bis 60 Zentimeter, selten sogar 150 Zentimeter hoch wird. Sie hat einen aromatischen, angenehmen Geruch. Die graufilzigen Stängel sind aufrecht, nur oberwärts verzweigt und dicht beblättert. Die Laubblätter sind ganzrandig oder fein gezähnt, oberseits ziemlich dicht angedrückt behaart, unterseits angedrückt dünn graufilzig. Die unteren, kurz gestielten Blätter sind zur Blütezeit vertrocknet, die mittleren und oberen sind eilanzettlich bis lanzettlich, spitz und mit verschmälertem Grund sitzend. Die mittleren Blätter sind etwa 12 bis 20 Millimeter breit und 5 bis 8 Zentimeter lang.

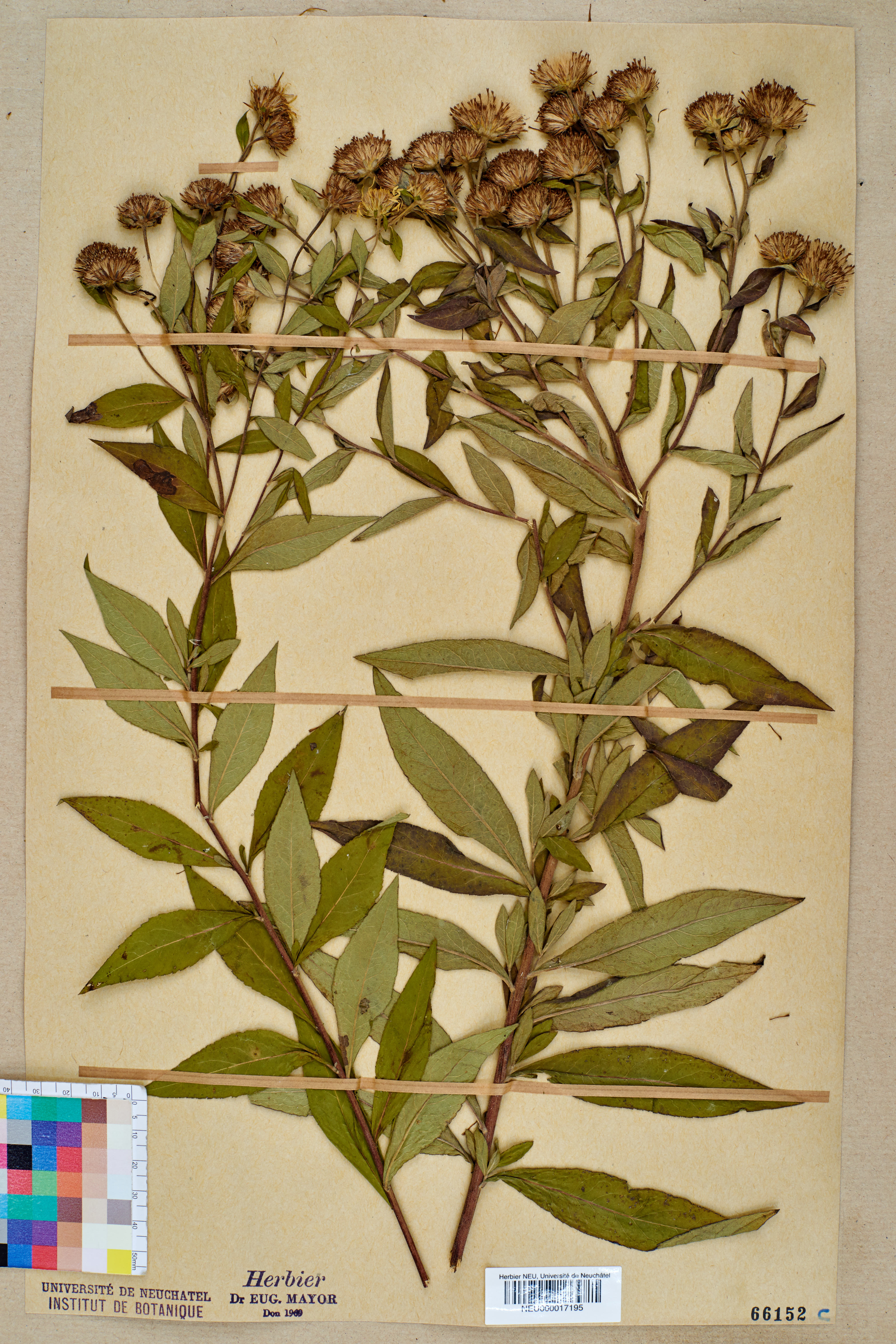
Herbarexemplare

### Generative Merkmale
Die Blütezeit ist Juli bis August.  Die Pflanze entwickelt wenige bis viele Blütenköpfchen, die in einer lockeren Schirmrispen stehen. Die Hülle ist fast halbkugelig und 7 bis 10 Millimeter hoch. Die Hüllblätter stehen dachig in mehreren Reihen. Die äußeren sind eilanzettlich, kurz und graufilzig, die mittleren und inneren sind verlängert und nur am Rand schwach bewimpert. Die zungenförmigen Randblüten sind gelb, weiblich und ihre Zunge ist fast doppelt so lang wie die Hülle. Die vielen Scheibenblüten sind zwittrig. Der Pappus der etwa 2 Millimeter großen Achänen ist etwa 5 bis 6 Millimeter lang.

## Vorkommen
Der Schweizer Alant kommt in Spanien, Andorra, Frankreich, Deutschland, in der Schweiz und in Italien vor. In Deutschland kommt er nur in der Oberrheinebene und am Mittelrhein vor und ist dort sehr selten, in der Schweiz in der Nord- und Westschweiz. Er gedeiht im Saum von Auenwäldern und Ufergebüschen oder Auwaldverlichtungen. Die Vorkommen in der Schweiz und in Deutschland sind stark zurückgegangen. Nach Floraweb ist sie in Deutschland vom Aussterben bedroht.
Die Art war in Deutschland schon immer sehr selten, alte Fundortangaben liegen für die (heute verschwundene) Neuenburger Rheininsel, Hartheim am Rhein und einige Lokalitäten in der Rheinaue nahe Wasenweiler und Achkarren am Kaiserstuhl vor. 1979 konnte die Art nach dem vermuteten Aussterben in Deutschland nahe Hartheim an einem der alten Wuchsorte in einem wärmeliebenden Waldrandgebüsch wiederentdeckt werden, obwohl der Bereich beim Bau der Bundesautobahn 5 völlig verändert worden war.
Die ökologischen Zeigerwerte nach Landolt et al. 2010 sind in der Schweiz: Feuchtezahl F = 4w+ (sehr feucht aber stark wechselnd), Lichtzahl L = 3 (halbschattig), Reaktionszahl R = 4 (neutral bis basisch), Temperaturzahl T = 4+ (warm-kollin), Nährstoffzahl N = 2 (nährstoffarm), Kontinentalitätszahl K = 2 (subozeanisch).

## Taxonomie
Der Schweizer Alant wurde durch G. H. Weber 1784 in Plantae Minus Cognitae Decuria, S. 17 als Inula helvetica erstbeschrieben. Die Art wurde 2018 durch David Gutiérrez-Larruscain, Maria Santos-Vicente, Arne A. Anderberg, Enrique Rico und M. Martínez-Ortega als Pentanema helveticum (Weber) D.Gut.-Larr. et al. in die Gattung Pentanema gestellt. Synonyme sind Aster vaillantii All., Inula cinerea Chaix, Inula halleri Vill., Inula helvetica Weber und Inula vaillantii (All.) Vill.